# Fibrat
U farmakologiji, fibrati su klasa amfifilnih karboksilnih kiselina. Oni se koriste za opseg metaboličkih poremećaja, uglavnom hiperholesterolemija (visok nivo holesterola), i stoga su hipolipidemijski agensi.

## Članovi
Fibrati u čestoj upotrebi su:
- Bezafibrat (npr. Bezalip)
- Ciprofibrat (npr. Modalim)
- Klofibrat (manje se koristi zbog nuspojava, npr. žučno kamenje)
- Gemfibrozil (npr. Lopid)
- Fenofibrat (npr. TriCor)

## Indikacije
Fibrati se koriste kao pomoćna terapija za mnoge forme hiperholesterolemije, obično u kombinaciji sa statinima. Klinička ispitivanja podržavaju njihovu primenu u obliku monoterapijskih agenasa. Fibrati redukuju broj nefatalnih srčanih udara, ali ne poboljšavaju sveukupan mortalitet, te se stoga koriste uglavnom kod pacijenata koji ne tolerišu statine.